# Delta (album, Visions of Atlantis)
Delta je studiové album rakouské kapely Visions of Atlantis.

## Seznam skladeb
| Pořadí | Název                      | Délka |
| ------ | -------------------------- | ----- |
| 1.     | Black River Delta          | 4:34  |
| 2.     | Memento                    | 4:38  |
| 3.     | New Dawn                   | 2:59  |
| 4.     | Where Daylight Falls       | 4:11  |
| 5.     | Conquest of Others         | 5:37  |
| 6.     | Twist of Fate              | 4:31  |
| 7.     | Elegy of Existence         | 3:36  |
| 8.     | Reflection                 | 4:16  |
| 9.     | Sonar                      | 1:27  |
| 10.    | Gravitate Towards Fatality | 5:55  |